# Telopea oreades
Telopea oreades är en tvåhjärtbladig växtart som beskrevs av F. Müll.. Telopea oreades ingår i släktet Telopea och familjen Proteaceae. Inga underarter finns listade i Catalogue of Life.